# Helina rufoapicata
Helina rufoapicata är en tvåvingeart som beskrevs av Malloch 1934. Helina rufoapicata ingår i släktet Helina och familjen husflugor. Inga underarter finns listade i Catalogue of Life.